# فضانوردان باستان

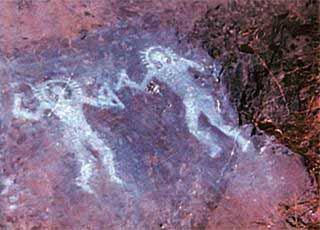
یک نقاشی در وال کامونیکا، ایتالیا، مربوط به ۱۰٬۰۰۰ سال پیش از میلاد مسیح که گفته شده برای مجسم کردن موجودات فضایی و همچنین نمایش خدایان یا اساطیر در ادیان آن زمان مورد استفاده قرار گرفته‌است.

فضانوردان باستانی یک فرضیه است که بر طبق آن در دوران‌های گذشته موجودات فرازمینی هوشمند (فضانوردان باستانی یا موجودات فضایی) از زمین دیدن کرده‌اند و نتیجهٔ این تماس در فرهنگ، فناوری یا دین نقش داشته یا آن‌ها را به وجود آورده‌است. یک نظریۀ این دیدگاه این است که خدایان بیشتر ادیان و نه همه ادیان در واقع موجودات فرازمینی هستند و فناوری‌های پیشرفتهٔ آن‌ها باعث شده مردمان بدوی برای آن‌ها جایگاه الهی در نظر بگیرند.
فضانوردان باستانی اصطلاحاً به موجودات فرازمینی هوشمند گفته می‌شود که در گذشته‌های بسیار دور از کرۀ زمین دیدار کرده‌اند و در مدت حضور خود در زمین با ما برخورد داشته‌اند و بنا به نظر برخی از طرفداران این نظریه این بیگانگان، گونهٔ انسان را مستقیماً با استفاده از DNA  خودشان ایجاد کردند به وجود آوردند و انسان به گونه آنان تعلق دارد. بنابر این
نظریه، این موجودات بیگانه در ادوار گذشته حضور پررنگی در اقصی نقاط کرهٔ زمین داشته‌اند و پایه‌گذار تمدن‌های بزرگ دوران باستان بوده‌اند.
البته این نظریه هنوز از طرف مقامات دانشگاهی مورد تأیید قرار نگرفته‌است و همچنان بحث بر سر درستی یا نادرستی آن ادامه دارد. هر ساله در اروپا و
آمریکا سمینارهای زیادی در این مورد بر پا می‌شود و چندین کتاب جدید در تأیید این نظریه چاپ می‌شود ولی مقامات رسمی دولتی و دانشگاهی همچنان
بر موضع مخالف خود پافشاری می‌کنند. اهرام مصر و اهرام مایا شواهد بر وجود این فرازمینی ها بوده اند.
البته پذیرش این نظریه بهای گزافی خواهد داشت و اگر روزی سرانجام این نظریه به تأیید نهایی برسد و به عنوان یک اصل مورد قبول مقامات رسمی قرار گیرد، تاریخ و فرهنگ جامعهٔ بشری دستخوش تغییرات اساسی می‌شود و باید کتاب‌های تاریخ، باستان‌شناسی، انسان‌شناسی و ... همه بازنویسی
شوند، بسیاری از معماهای حل نشده حل می‌شوند و بسیاری معماهای جدید به وجود می‌آید. چه بسا هرج و مرج و رعب و وحشت در جامعه به وجود آید
و حتی ممکن است دنیا گرفتار جنگ‌هایی خانمان سوز شود؛ ولی به هر حال تاریخ نشان داده‌است که هیچ چیز در برابر علم نمی‌تواند مقاومت کند و
حقیقت هرچه باشد بالاخره خود را نشان خواهد داد.
از طرفی در نظریهٔ ما و فرازمینی‌ها اشاره به این می‌شود که تمدن زمینی‌ها توسط موجودات خارج از کرهٔ زمین به وجود آمده، حتی در کتاب ارابهٔ خدایان؛ کلمهٔ «خدایان» که در کتاب‌های باستانی آمده، در واقع موجودات فرازمینی هستند که انسان‌های آن دوران به آن‌ها «خدایان» می‌گفتند. اما نظریه دیگری وجود دارد که بیان می‌کند اصلاً هیچ فرازمینی وجود خارجی ندارد بلکه تمام آثار و علائم ناشی بر وجود فرازمینی‌ها ناشی از خود انسان‌های آینده بوده‌است. به طوری که انسان در آینده‌های دور قدرت مسافرت در زمان را پیدا می‌کند و در باستان، اجداد ما در چندین هزار سال پیش با آیندگان خود که توانسته‌اند در زمان سفر کرده ملاقات نموده و تمدن و آثار به جای مانده از آن‌ها به وسیلهٔ همین ملاقات به وجود آمده‌است.